# گیل راسل
 گیل راسل (انگلیسی: Gail Russell؛ 
 ۲۱ سپتامبر ۱۹۲۴ – ۲۶ اوت ۱۹۶۱) بازیگر اهل ایالات متحده آمریکا بود.
از فیلم‌ها یا برنامه‌های تلویزیونی که وی در آن نقش داشته است، می‌توان به بانگ خاموش، فرشته و راهزن و لباس پاره‌پوره اشاره کرد.